# 柯召
柯召（1910年4月12日—2002年11月8日），男，浙江温岭人，中国数学家，中国科学院院士，四川大学名誉校长。研究領域主要為代数学、数论及组合数学等。

## 生平
1926年至1928年就读于厦门大学预科。1928年至1930年就读于厦门大学数学系。
1933年毕业于清华大学，1937年获英国曼彻斯特大学博士学位，導師為路易斯·莫德爾。

## 学术貢獻
- 將二次型表示为线性型平方和
- 卡塔兰猜想的二次冪情形
- 关于有限集组相交的爱多士–柯–雷多定理